# Нендельн
Не́ндельн (нем. Nendeln) —  село в Лихтенштейне. Население — 1357 чел.

## Название
В письменных источниках название «Нендельн» не упоминается с XIV по XVIII век. Однако встречается диалектное слова «Nendla», а также похожие названия «Endlen» или «Änndlen», возможно, что от кельтского слова «Nantu».

## История
В Нендельне были обнаружены стены оборонительных сооружений периода римской империи. 

## Экономика
В Нендельне развита промышленность, торговля, сфера услуг.

## Достопримечательности
В городе есть церкви св. Себастиана и св. Рохуса 1639 года.

## Транспорт
В селе расположена одноименная станция Нендельн, также через н.п проходят маршруты автобуса. 

## Галерея

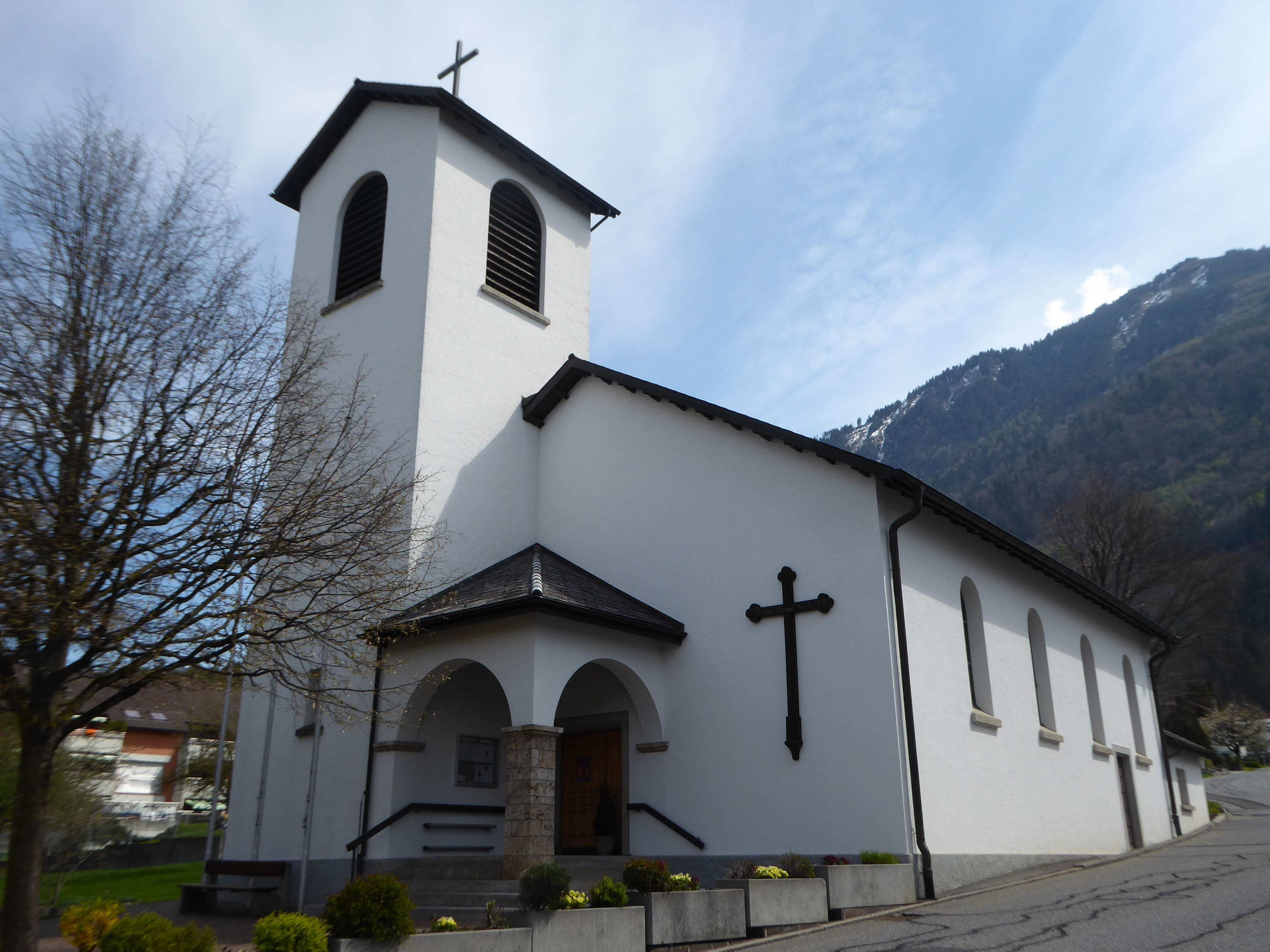
Церковь
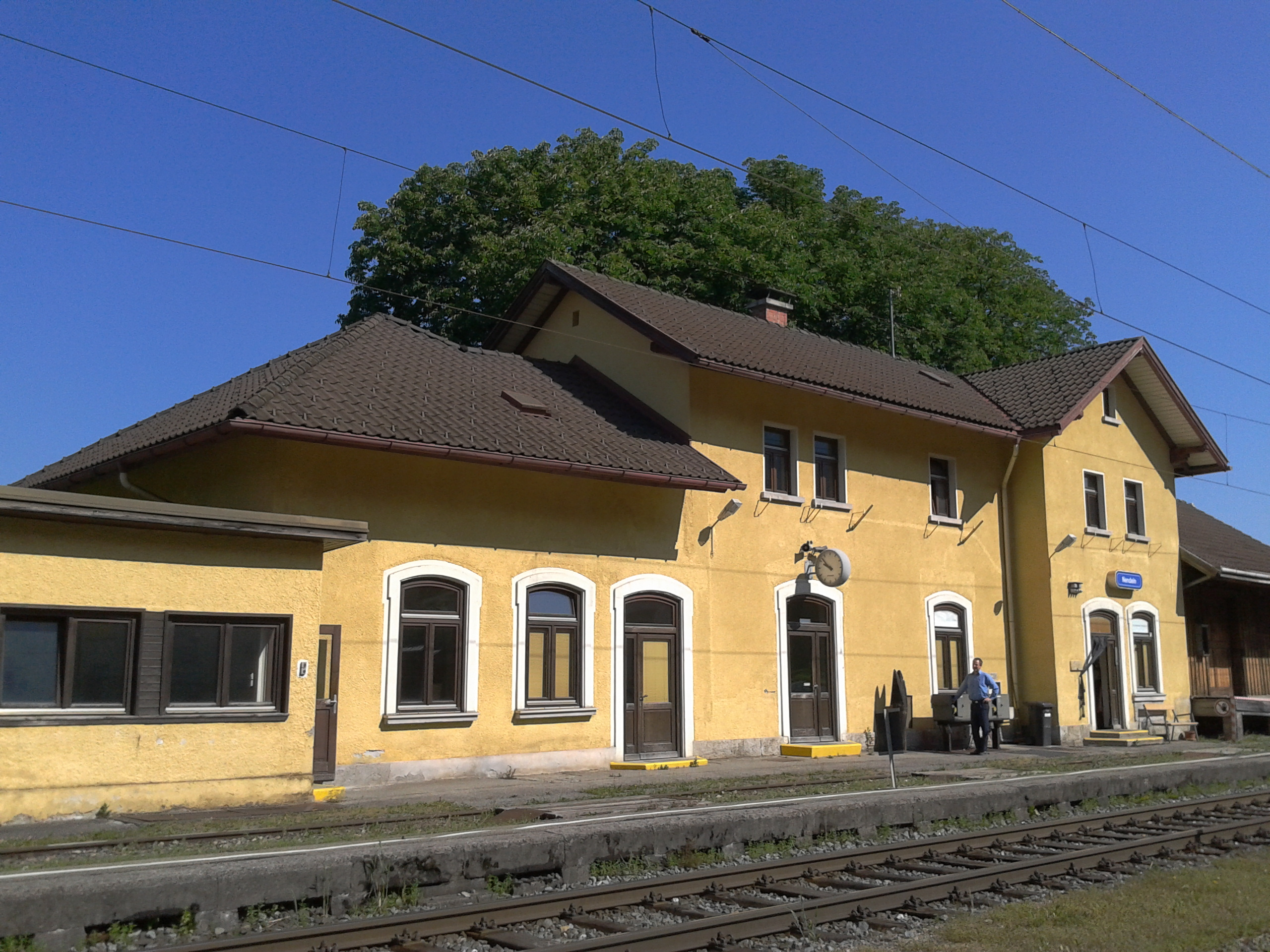
Железнодорожная станция
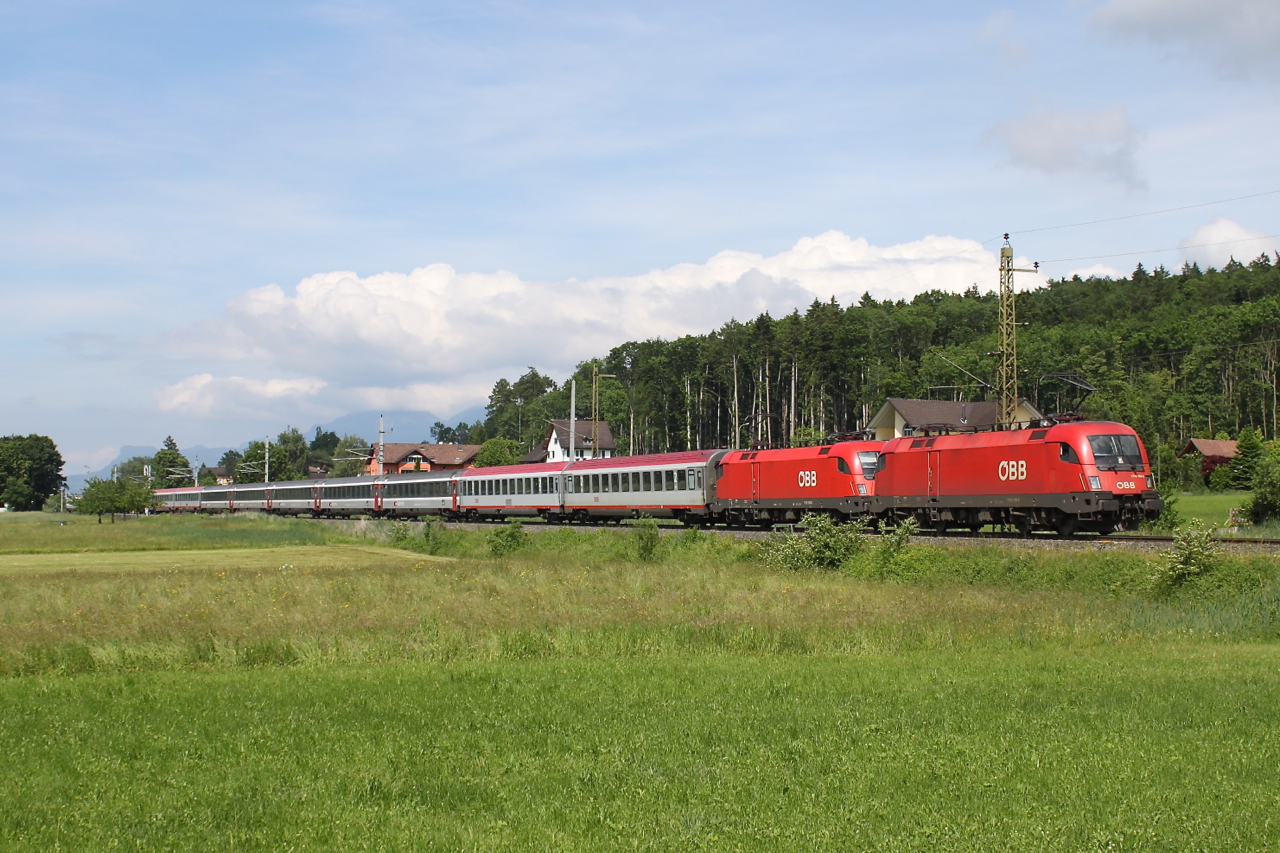
Поезд EuroCity 162 "Transalpin" в Нендельне